# Швадроны (Шишацкий район)
Швадроны (укр. Швадрони) — село,
Ковердинобалковский сельский совет,
Шишацкий район,
Полтавская область,
Украина.
Код КОАТУУ — 5325782807. Население по переписи 2001 года составляло 98 человек.

## Географическое положение
Село Швадроны находится между сёлами Ковердина Балка и Самары (1 км).
По селу протекает пересыхающий ручей с запрудой.

## Экономика
- Молочно-товарная ферма.